# Ed Vijent
Eddy "Ed" Vijent (Amsterdam 3 maart 1963 – Amsterdam 22 oktober 2001) was een profvoetballer.
Hij speelde bij AZ '67, FC Volendam en Telstar. Toen hij 38 was is hij vermoord door buurjongens in zijn straat (Govert Flinckstraat). Zijn bijnaam was "Eddy Love" en hij is geen familie van Florian Vyent.

## Carrière
Edje Vijent, die linksbenig was, kon op bijna alle posities ingezet worden aan de linkerkant, maar hij was vaak middenvelder. Hij speelt zijn eerste wedstrijd in het betaald voetbal bij AZ'67 maar ging daarna hoger spelen bij FC Volendam. Met dat team promoveerde hij in 1987 van de Eerste Divisie naar de Eredivisie. Hij sloot zijn loopbaan af na een paar seizoenen Telstar. Daarna speelt hij als liefhebber nog bij amateurclub De Germaan.

## Overlijden
Op 22 oktober 2001 wordt Eddy Love vermoord door buurjongens van iets verderop in de straat. De oorzaak was een lange discussie over een parkeerplaats in de straat. Een invalide man had recht op die parkeerplaats voor zijn huis, maar de buurjongens gebruikten het steeds als parkeerplaats van hun scooters. Toen ze dat weer eens deden was dat de druppel die de emmer deed overlopen. Ed Vijent verplaatste de scooters. Daarna kwamen de broers bij hem verhaal halen met vrienden en daarbij is hij doodgestoken.